# Китайська революція
Китайська революція — серії великих політичних повстань в Китаї в 1911–1949, що призвели до правління Комуністичної партії і встановлення Китайської народної республіки. У 1912 національне повстання скинуло імператора Манчжурії династії Цін. У 1923—1925 — під керівництвом Сунь Ятсена розвився патріотичний рух, націоналісти Чан Кайші в 1925–49 або Ґоміньдан були зміщені зростаючим комуністичним рухом. Довгий кидок (10 тис. км) в 1934–35 армії комуністів, щоб уникнути атак націоналістів висунув Мао Цзедуна як комуністичного лідера. Під час Другої світової війни (1939—1945) різні китайські політичні лідери виступали проти вторгнення Японії. Конфлікти закінчилися громадянською війною 1946–49, коли сили націоналістів були розбиті, а Чан Кайші перебрався на острів Тайвань. З цього моменту було оголошено про існування Китайської народної республіки під керівництвом комуністичного лідера Мао Цзедуна.